# Grand Prix Hiszpanii 1977
Grand Prix Hiszpanii 1977 (oryg. Gran Premio de España) – piąta runda Mistrzostw Świata Formuły 1 w sezonie 1977, która odbyła się 8 maja 1977, po raz szósty na torze Circuito del Jarama.
23. Grand Prix Hiszpanii, 12. zaliczane do Mistrzostw Świata Formuły 1.

## Klasyfikacja
| Legenda oznaczeń w tabelach wyników Wyświetl szablon na nowej stronie | Legenda oznaczeń w tabelach wyników Wyświetl szablon na nowej stronie                                                                     |
| Oznaczenie                                                            | Wyjaśnienie |
| --------------------------------------------------------------------- | --- |
| Złoty                                                                 | Zwycięzca lub mistrzostwo |
| Srebrny                                                               | 2. miejsce lub wicemistrzostwo |
| Brązowy                                                               | 3. miejsce lub II wicemistrzostwo |
| Zielony                                                               | Ukończył, punktował (w klasyfikacji generalnej, gdy zdobył co najmniej jeden punkt na przestrzeni sezonu, poza trzema powyższymi opcjami) |
| Niebieski                                                             | Ukończył, nie punktował (w klasyfikacji generalnej, gdy nie zdobył co najmniej jednego punktu na przestrzeni sezonu)                      |
| Czerwony                                                              | Nie zakwalifikował się (NZ) |
| Czerwony                                                              | Nie prekwalifikował się (NPK) |
| Różowy                                                                | Nie ukończył (NU) |
| Różowy                                                                | Niesklasyfikowany (NS) (w klasyfikacji generalnej, gdy nie został sklasyfikowany w żadnym wyścigu sezonu)                                 |
| Czarny                                                                | Zdyskwalifikowany (DK) |
| Czarny                                                                | Wykluczony (WYK/EX) |
| Biały                                                                 | Nie wystartował (NW) |
| Biały                                                                 | Kontuzjowany (K/INJ) |
| Biały                                                                 | Wyścig odwołany (OD/C) |
| Bez koloru                                                            | Został wycofany (WYC/WD) |
| Bez koloru                                                            | Nie przybył (NP/DNA) |
| Bez koloru                                                            | Nie brał udziału w treningach (NT/DNP) |
| Bez koloru                                                            | Nie został zgłoszony (–) |
| Pogrubienie                                                           | Start z pole position |
| Kursywa                                                               | Najszybsze okrążenie wyścigu |
| †                                                                     | Nie ukończył, ale jego rezultat został zaliczony ze względu na przejechanie więcej niż 90% dystansu wyścigu.                              |
| *                                                                     | Sezon w trakcie |
| 1/2/3                                                                 | Punktowana pozycja w sprincie kwalifikacyjnym                                                                                             |
| Lista systemów punktacji Formuły 1                                    | |

| Pos | No | Kierowca           | Konstruktor        | Okrążeń | Czas/powód NU    | Poz. Start. | Punktów |
| --- | -- | ------------------ | ------------------ | ------- | ---------------- | ----------- | ------- |
| 1   | 5  | Mario Andretti     | Lotus-Ford         | 75      | 1:42:.52.22      | 1           | 9       |
| 2   | 12 | Carlos Reutemann   | Ferrari            | 75      | 15.85            | 4           | 6       |
| 3   | 20 | Jody Scheckter     | Wolf-Ford          | 75      | 24.51            | 5           | 4       |
| 4   | 2  | Jochen Mass        | McLaren-Ford       | 75      | 24.87            | 9           | 3       |
| 5   | 6  | Gunnar Nilsson     | Lotus-Ford         | 75      | + 1:05.83        | 12          | 2       |
| 6   | 8  | Hans Joachim Stuck | Brabham-Alfa Romeo | 74      | + 1 okrążenie    | 13          | 1       |
| 7   | 26 | Jacques Laffite    | Ligier-Matra       | 74      | + 1 okrążenie    | 2           |         |
| 8   | 3  | Ronnie Peterson    | Tyrrell-Ford       | 74      | + 1 okrążenie    | 15          |         |
| 9   | 18 | Hans Binder        | Surtees-Ford       | 73      | + 2 okrążenia    | 20          |         |
| 10  | 30 | Brett Lunger       | March-Ford         | 72      | + 3 okrążenia    | 28          |         |
| 11  | 10 | Ian Scheckter      | March-Ford         | 72      | + 3 okrążenia    | 17          |         |
| 12  | 27 | Patrick Nève       | March-Ford         | 71      | + 4 okrążenia    | 22          |         |
| 13  | 36 | Emilio de Villota  | McLaren-Ford       | 70      | + 5 okrążeń      | 23          |         |
| 14  | 28 | Emerson Fittipaldi | Fittipaldi-Ford    | 70      | + 5 okrążeń      | 19          |         |
| NU  | 7  | John Watson        | Brabham-Alfa Romeo | 64      | Probl. z paliwem | 6           |         |
| NU  | 17 | Alan Jones         | Shadow-Ford        | 56      | Wypadek          | 14          |         |
| NU  | 24 | Rupert Keegan      | Hesketh-Ford       | 32      | Wypadek          | 16          |         |
| NU  | 25 | Harald Ertl        | Hesketh-Ford       | 29      | Ukł. chłodzenia  | 10          |         |
| NU  | 16 | Renzo Zorzi        | Shadow-Ford        | 25      | Silnik           | 24          |         |
| NU  | 37 | Arturo Merzario    | March-Ford         | 16      | Zawieszenie      | 21          |         |
| NU  | 4  | Patrick Depailler  | Tyrrell-Ford       | 12      | Silnik           | 10          |         |
| NU  | 1  | James Hunt         | McLaren-Ford       | 10      | Silnik           | 7           |         |
| NU  | 22 | Clay Regazzoni     | Ensign-Ford        | 9       | Wypadek          | 8           |         |
| NU  | 19 | Vittorio Brambilla | Surtees-Ford       | 9       | Wypadek          | 11          |         |
| NU  | 11 | Niki Lauda         | Ferrari            | 0       | Odniósł rany     | 3           |         |
| NZ  | 34 | Jean-Pierre Jarier | Penske-Ford        |         |                  |             |         |
| NZ  | 9  | Alex Ribeiro       | March-Ford         |         |                  |             |         |
| NZ  | 33 | Boy Hayje          | March-Ford         |         |                  |             |         |
| NZ  | 38 | Brian Henton       | March-Ford         |         |                  |             |         |
| NZ  | 31 | David Purley       | LEC-Ford           |         |                  |             |         |
| NZ  | 35 | Conny Andersson    | BRM                |         |                  |             |         |